# Krasznahosszúaszó
Krasznahosszúaszó település Romániában, Szilágy megyében.

## Fekvése
Szilágysomlyótól délre, Szilágysomlyó, Szilágynagyfalu és Ráton közt fekvő település.

## Története
Nevét az oklevelek 1341-ben említették először Huzyazo néven.
1425-ben Hozywazo, 1421-ben Hozzywazó, 1533-ban Hoszuaszo, 1556-ban Hosszúaszó néven írták.
1341-ben az akkor Kraszna vármegyéhez tartozó Huzyazo település Bánffy Dénes birtoka volt.
1536-ban Werbőczi István szerezte meg Hosszuaszót.
1553-tól Báthori birtok volt, majd 1648-ban a Rákócziaké lett.
1759 előtt a Bánffyaké; Bánffy Ferenc és Bánffy Boldizsár birtoka, akik 1759-ben osztozkodtak meg egymás közt: két egyenlő részre osztva Hosszúaszót.
1808-ban végzett összeíráskor a gróf Bánffy, báró Bánffy, és gróf Petki családoké volt.
A Pragmatica sanctio alatt végzett összeíráskor nem szerepelt a jegyzékben, tehát egészen lakatlan volt.
1847-ben végzett összeíráskor 213 lakosa volt, valamennyi görögkatolikus.
1890-ben 236 lakosából 21 volt magyar, 173 román, 42 egyéb nyelvű volt, melyből görögkatolikus 215, református 18, izraelita 3 volt. A házak száma ekkor 43.
Krasznahosszúaszó a trianoni békeszerződés előtt Szilágy vármegye Krasznai járásához tartozott.

## Nevezetességek
- Görögkatolikus temploma